# Vladimir Kragić
Vladimir Kragić (serbe : Владимир Крагић) (né le 8 juin 1910 à Split alors en Autriche-Hongrie et mort le 17 septembre 1975 dans la même ville) est un joueur de football yougoslave (croate).

## Biographie
Né à Split, Kragić a passé sa carrière entière dans sa ville natale avec le club de l'Hajduk Split, club pour lequel il inscrivit 266 buts en 354 matchs entre 1929 et 1939. 
Bien qu'il joua arrière gauche lors de sa fin de carrière, il fut un attaquant très prolifique, passant de l'aile gauche à l'attaque durant les années 1930. Il est notamment connu pour avoir été le meilleur buteur du championnat de Yougoslavie lors de la saison 1932-1933 avec 21 buts.
Kragić fut également appelé six fois en sélection avec l'équipe du royaume de Yougoslavie, faisant ses débuts internationaux le 4 mai 1930 lors d'un match amical contre la Roumanie. Il joua son dernier match encore contre les roumains le 29 avril 1934 lors d'un match comptant pour les qualifications de la coupe du monde 1934.